# Ventriglisse

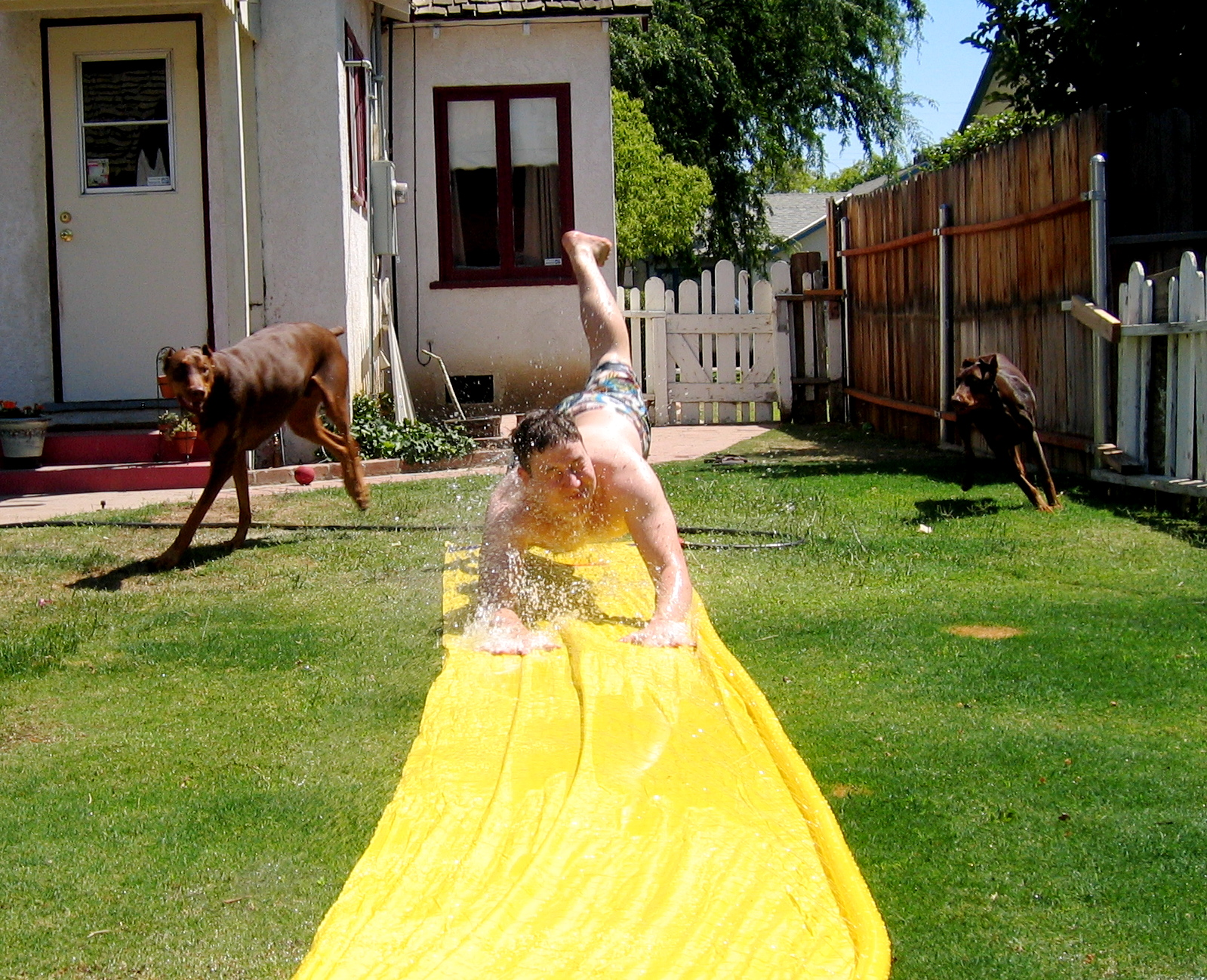
Un Slip ’N Slide utilisé par un particulier.

Le ventriglisse, traduction possible du terme anglais Slip ’N Slide (aussi appelé "ventre qui glisse" sur certains modèles), est une activité sportive et de loisir populaire aux États-Unis et en Australie, consistant à s'élancer et se jeter à plat ventre sur une toile plastique savonneuse posée au sol, en se laissant glisser sur cette surface le plus loin possible.
Appelé aussi communément « ventre glisse » ou "ventre qui glisse"

## Histoire
Le Slip ’N Slide est un jouet fabriqué par la compagnie américaine Wham-O (en), introduit pour la première fois en 1961 après avoir été inventé par Robert Carrier.
La discipline arrive en France dans les années 1980, à la suite de l'émission télévisée de jeu Intervilles. Par la suite, est créée la Fédération française de ventriglisse (FFV).

## Record
Le plus long toboggan de ventriglisse se situe à Auckland en Nouvelle-Zélande, et mesure 600 m de long,.